# Здание главного почтамта (Никосия)
Здание главного почтамта в Никосии (англ. Nicosia Post Office, тур. Lefkoşa Posta Dairesi) — историческое здание, расположенное в Северной Никосии недалеко от площади Сарайоню.

## История
В 1918—1925 годах главный почтамт располагался в магазинах на улице Гирне, принадлежавших Управлению эвкафов. В 1925 году британские колониальные власти возвели новое здание на прежде пустом участке земли. 20 ноября 1955 года в здании взорвалась бомба, заложенная членами ЭОКА, что привело к большим разрушениям. Здание и в дальнейшем использовалось для доставки почты, причём и греки-киприоты, и турки-киприоты работали вместе. После серии межнациональных стычек 1963—1964 годов на Кипре почта оказалась в турецком районе Никосии, а в её здании власти Северного Кипра разместили головной офис турецкой почтовой службы. До 1989 года на втором и третьем этаже располагалось управление телерадиокомпании Северного Кипра Bayrak. Управление античного наследия Турецкой Республики Северного Кипра присвоило зданию главного почтамта статус важного исторического наследия, а 23 декабря 2002 года передало его в распоряжение Министерства транспорта и общественных работ. 23 декабря 2003 года были завершены работы по реновации здания.

## Описание
Это трёхэтажное здание, выстроенное в стиле неоренессанса. Вход находится на северной стороне здания, где установлены три полукруглые арки. На переднем фасаде на втором этаже установлен балкон с четырьмя римскими колоннами и балюстрадой в стиле неоренессанса. Над окнами установлены украшения, внешний вид которых навеян древнегреческой архитектурой.